# 다카스촌 (기후현 구조군)
다카스촌(일본어: 高鷲村)은 일본 기후현 구조군에 설치되었던 촌이다. 2004년 3월 1일에 구조의 7정촌이 합병해 구조시가 성립해 다카스촌은 폐지되었다

## 지리
기후는 냉량하고 연평균 기온은 13.0도, 2월 평균 1.7도, 7월 평균 26.5도. 연간 강설량은 남부의 큰 독수리 381mm, 북부의 오리발이 568mm이다.

## 역사
- 1897년 4월 1일  - 4개의 촌이 합병해 성립하였다.
- 2004년 3월 1일 - 야마토 정·시라토리 정·하치만 정·미나미 촌·메이호 촌·와라 촌과 합병해 구조시가 성립하였다. 동일 다카스촌은 폐지되었다.

덧붙여 당촌은 쇼와의 대합병으로 후의 시라토리정과의 합병을 검토하고 있어 후에 이탈하고 있지만, 이번 합병으로 결국은 같은 자치체가 되었지만, 다카와시라는 지명은 남았다.(예군 구조시 다카와시초 오와시)

## 경제

### 산업
- 산림이 많아 원래는 임업이 번성하였으나 20세기 말 쇠퇴하였다.
- 논이 비교적 적고 대신 무 재배가 활발하여 기타 약간의 채소와 합쳐 총 생산액의 60%를 차지하였다.그 밖에 젖소가 사육되었다.
- 산업인구(2000년)
  - 1차 산업 취업자 수 - 0314명
  - 2차 산업 취업자 수 - 0493명
  - 3차 산업 취업자 수 - 1089명

## 교통

### 도로
- 도카이호쿠리쿠 자동차도
- 국도 제156호선

## 참고 문헌
- 角川日本地名大辞典編纂委員会,『角川日本地名大辞典 21 岐阜県』1980, 角川書店